# Grupo Corumbá
O Grupo Corumbá é uma unidade estratigráfica do tipo grupo, localizada principalmente na região de Corumbá, no sudoeste do estado de Mato Grosso do Sul, Brasil. Esse grupo é constituído por rochas sedimentares datadas do Neoproterozoico, e tem importância geológica por registrar eventos associados à transição entre ambientes marinhos rasos e profundas mudanças ambientais pré-cambrianas.

## Composição
O Grupo Corumbá é dividido em três formações principais:
- Formação Bocaina – composta por dolomitos e folhelhos;
- Formação Tamengo – conhecida por afloramentos fossilíferos e calcários;
- Formação Guaicurus – formada por folhelhos, siltitos e arenitos[2].

## Importância paleontológica
A Formação Tamengo, integrante do grupo, contém fósseis bem preservados de organismos multicelulares do Ediacarano, incluindo o gênero "Corumbella", um dos mais antigos organismos com esqueletos mineralizados conhecidos.

## Contexto geológico
O Grupo Corumbá é interpretado como parte da Faixa Paraguai, uma cadeia dobrada associada à Orogênese Brasiliana, e representa uma importante janela para o entendimento da evolução geológica do Gondwana Ocidental.